# Schistes geoffroyi
El colibrí picocuña oriental (Schistes geoffroyi), también denominado colibrí picocuña, colibrí de cola franjada (en Venezuela), colibrí pico de cuña (en Colombia, Perú y Venezuela), piquicuña goliverde (en Ecuador) o pico de cuña de Geoffroy (en Perú), es una especie de ave apodiforme en la familia Trochilidae, una de las dos pertenecientes al género Schistes. Es nativo de regiones montañosas y andinas del noroeste y centro oeste de América del Sur.

## Distribución y hábitat
Se distribuye por la cordillera de la Costa del norte de Venezuela, en la Serranía del Perijá y a lo largo de los Andes y adyacencias desde el noroeste de Venezuela, por los Andes orientales de Colombia, este de Ecuador, este de Perú, hasta el centro oeste de Bolivia.
Esta especie es considerada de poco común a localmente común en sus hábitats naturales: los bordes de selvas húmedas y bosques nubosos, en altitudes entre 900 y 2300 m, llegando hasta los 2800 m en el sureste de Perú; sabe forrajear en el estrato medio y bajo de la vegetación densa.

## Sistemática

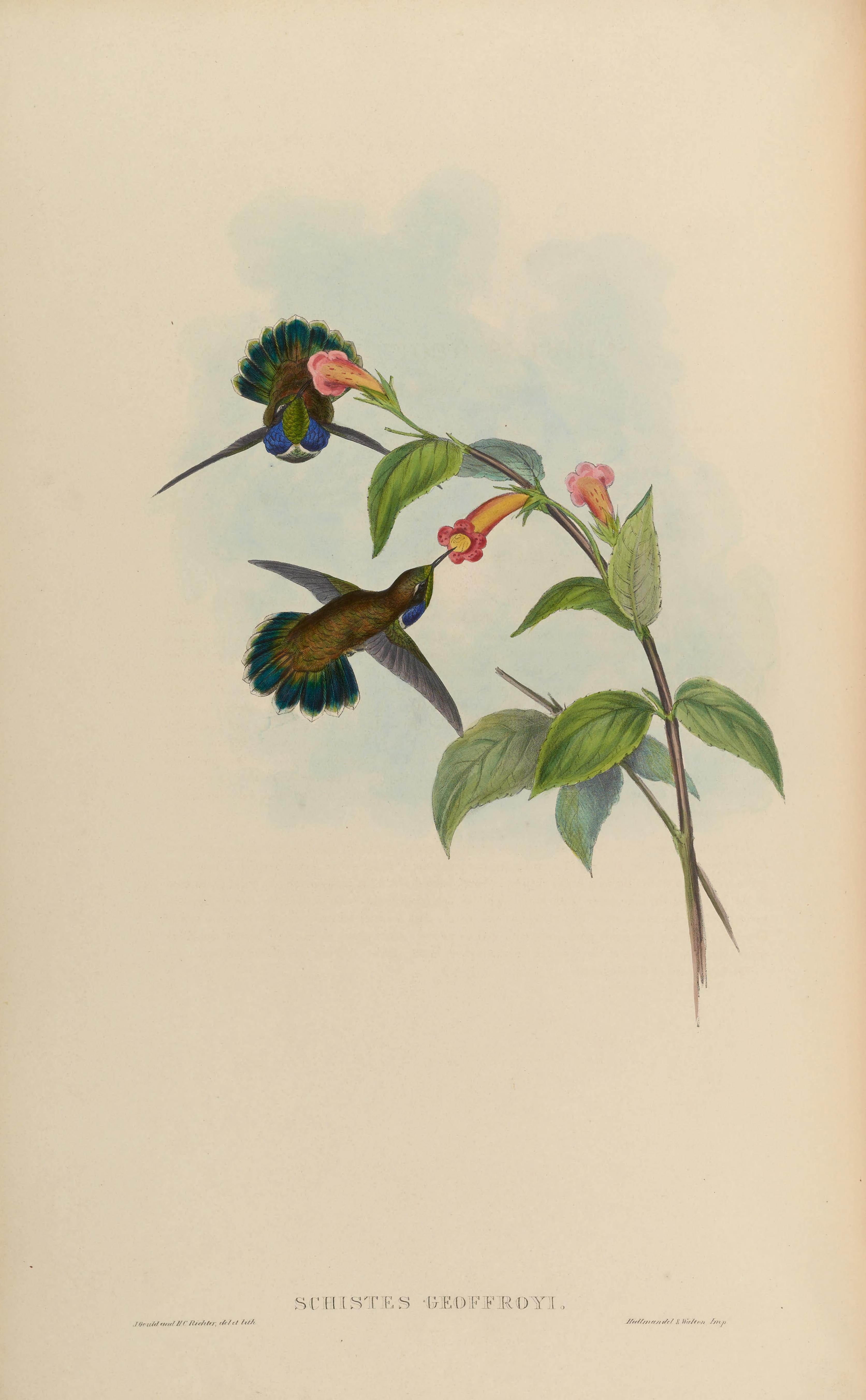
Schistes geoffroyi, ilustración de Gould y Richter en A monograph of the Trochilidae, or family of humming-birds vol. 4, 1861.

### Descripción original
La especie S. geoffroyi fue descrita por primera vez por el ornitólogo francés Jules Bourcier en 1843 bajo el nombre científico Trochilus geoffroyi; su localidad tipo es: «valle del Cauca, cerca de Cartagena, Colombia», error, substituido por «El Roble, arriba de Fusugasuga, Colombia».

### Etimología
El nombre genérico masculino «Schistes» proviene de la palabra del griego «skhizō» que significa ‘partir’, ‘separar’; y el nombre de la especie «geoffroyi», conmemora al zoólogo francés Isidore Geoffroy Saint-Hilaire (1805–1861).

### Taxonomía
Durante mucho tiempo la especie Schistes albogularis fue tratada como una subespecie de la presente, que también fue colocada en el género Augastes; fueron separadas con base en las diferencias morfológicas, principalmente de plumaje. La separación en dos especies fue reconocida por el Comité de Clasificación de Sudamérica (SACC) en la Propuesta No 774.
La forma descrita S. geoffroyi bolivianus Simon, 1921 se incluye en chapmani.

### Subespecies
Según las clasificaciones del Congreso Ornitológico Internacional (IOC)  y Clements Checklist/eBird  se reconocen dos subespecies, con su correspondiente distribución geográfica:
- Schistes geoffroyi geoffroyi (Bourcier), 1843 – Serranía del Perijá, norte de Venezuela (cordillera de la Costa) y Andes hacia el sur a través del este de Colombia y este de Ecuador hasta el sureste de Perú (Cuzco).
- Schistes geoffroyi chapmani Berlioz, 1941 – desde el sur de Perú (sur de Cuzco) hasta el centro de Bolivia (Cochabamba).